# Балакиревка
Балакиревка (укр. Балакирівка) — село, относится к Старобельскому району Луганской области Украины.
Население по переписи 2001 года составляло 44 человека. Почтовый индекс — 92722. Телефонный код — 6461. Занимает площадь 0,465 км². Код КОАТУУ — 4425182002.

## Местный совет
92720, Луганська обл., Старобільський р-н, с. Лиман, вул. Дибка, 100  (укр.)